# Liste de points de géolocalisation en rapport avec le Columbia
|  | Géolocalisation : - Cette page liste différents points géographiques en lien avec le fleuve Columbia dans le but de pouvoir les reprendre dynamiquement dans un site web ou service de géolocalisation. Pour l'ensemble des points mentionnés sur cette page : voir sur OpenStreetMap (aide), Bing Cartes (aide) ou télécharger au format KML (aide). |

Carte topographique du bassin du Columbia.

## Fleuve Columbia
| Photographie              | Nom                               | Coordonnées                         |
| ------------------------- | --------------------------------- | ----------------------------------- |
|                           | Lac Columbia (Source du Columbia) | 50° 10′ 12″ N, 115° 49′ 45″ O       |
| Zones humides du Columbia | Zones humides du Columbia         | 50° 41′ N, 115° 13′ O               |
| Chutes de Kettle          | Chutes de Kettle                  | 48° 38′ 22″ N, 118° 06′ 34″ O       |
| Dry Falls                 | Dry Falls                         | 47° 36′ N, 119° 21′ O               |
|                           | Rapides de Priest                 | 46° 45′ 17″ N, 119° 58′ 20″ O       |
| Wallula Gap               | Wallula Gap                       | 46° 02′ 40″ N, 118° 56′ 48″ O       |
| Chutes de Celilo          | Chutes de Celilo                  | 45° 38′ 58,01″ N, 120° 58′ 40,53″ O |
| Gorge du Columbia         | Gorge du Columbia                 | 45° 42′ 17″ N, 121° 47′ 30″ O       |
| Rapides des Cascades      | Rapides des Cascades              | 45° 40′ 01,51″ N, 121° 54′ 06,2″ O  |
|                           | Île Sauvie                        | 45° 39′ 15″ N, 122° 48′ 10″ O       |
| Embouchure du Columbia    | Embouchure du Columbia            | 46° 15′ 07″ N, 124° 02′ 48″ O       |

## Affluents
| Photographie | Nom          | Coordonnées source            | Coordonnées confluence        |
| ------------ | ------------ | ----------------------------- | ----------------------------- |
| Kootenay     | Kootenay     | 51° 02′ 24″ N, 116° 26′ 34″ O | 49° 18′ 56″ N, 117° 39′ 09″ O |
|              | Pend Oreille | 48° 15′ 30″ N, 116° 32′ 04″ O | 49° 15′ 00″ N, 117° 37′ 10″ O |
|              | Spokane      | 47° 40′ 41″ N, 117° 07′ 34″ O | 47° 53′ 38″ N, 118° 20′ 03″ O |
| Snake        | Snake        | 44° 12′ 53″ N, 110° 28′ 29″ O | 46° 11′ 46″ N, 119° 01′ 58″ O |
| Willamette   | Willamette   | 43° 58′ 12″ N, 122° 52′ 00″ O | 45° 39′ 12″ N, 122° 46′ 00″ O |
| Lewis        | Lewis        | 46° 13′ 14″ N, 121° 34′ 21″ O | 45° 51′ 10″ N, 122° 46′ 49″ O |
|              | Cowlitz      | 46° 39′ 16″ N, 121° 37′ 13″ O | 46° 05′ 52″ N, 122° 54′ 40″ O |

## Barrages
| Photographie            | Nom                     | Coordonnées                   |
| ----------------------- | ----------------------- | ----------------------------- |
|                         | Barrage Mica            | 52° 04′ 34″ N, 118° 33′ 59″ O |
| Barrage de Grand Coulee | Barrage de Grand Coulee | 47° 57′ 23″ N, 118° 58′ 53″ O |
| Barrage de Chef Joseph  | Barrage de Chef Joseph  | 47° 59′ 43″ N, 119° 38′ 00″ O |
| Barrage de Bonneville   | Barrage de Bonneville   | 45° 38′ 39″ N, 121° 56′ 27″ O |
| Barrage John Day        | Barrage John Day        | 45° 42′ 47″ N, 120° 41′ 36″ O |

## Villes
| Photographie | Nom        | Coordonnées           |
| ------------ | ---------- | --------------------- |
| Revelstoke   | Revelstoke | 50° 59′ N, 118° 11′ O |
|              | Castlegar  | 49° 19′ N, 117° 39′ O |
|              | Wenatchee  | 47° 25′ N, 120° 18′ O |
|              | Richland   | 46° 17′ N, 119° 17′ O |
|              | Kennewick  | 46° 12′ N, 119° 08′ O |
|              | Pasco      | 46° 14′ N, 119° 06′ O |
| The Dalles   | The Dalles | 45° 35′ N, 121° 10′ O |
| Portland     | Portland   | 45° 31′ N, 122° 40′ O |
| Vancouver    | Vancouver  | 45° 38′ N, 122° 40′ O |
|              | Longview   | 46° 08′ N, 122° 57′ O |
| Astoria      | Astoria    | 46° 11′ N, 123° 49′ O |

## Autres
| Photographie                    | Nom                                                                   | Coordonnées                      |
| ------------------------------- | --------------------------------------------------------------------- | -------------------------------- |
|                                 | Frontière entre le Canada et les États-Unis (par rapport au Columbia) | 49° 00′ 00″ N, 117° 37′ 57,64″ O |
| The Gorge Amphitheatre          | The Gorge Amphitheatre                                                | 47° 06′ 04″ N, 119° 59′ 41″ O    |
| Laboratoire national de Hanford | Laboratoire national de Hanford                                       | 46° 38′ 51″ N, 119° 35′ 55″ O    |
| Centrale nucléaire Trojan       | Centrale nucléaire Trojan                                             | 46° 02′ 18″ N, 122° 53′ 06″ O    |
| Pont Astoria-Megler             | Pont Astoria-Megler                                                   | 46° 13′ 02″ N, 123° 51′ 47″ O    |